# أنثروبولوجيا أمريكية

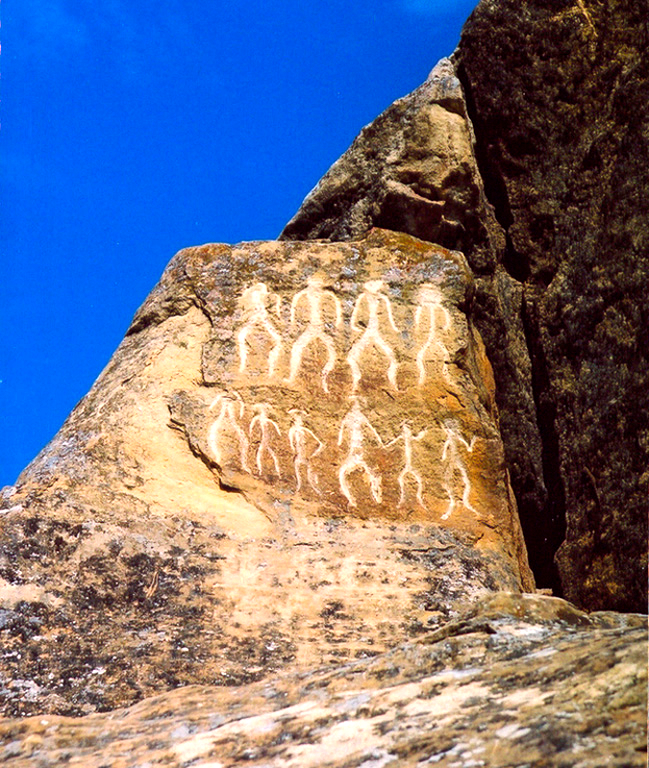

تضع الأنثروبولوجيا الأمريكية الثقافة مفهومًا مركزيًا وموحدًا لديها. يشير هذا المصطلح في الغالب إلى القدرة البشرية العالمية لتصنيف التجارب البشرية وتشفيرها رمزيًا، ولتبادل التجارب المشفرة رمزيًا بصورة اجتماعية. تنظَّم الأنثروبولوجيا الأمريكية في أربعة مجالات يلعب كل منها دورًا مهمًا في الأبحاث المتعلقة بالثقافة:
1. الأنثروبولوجيا الحيوية
2. الأنثروبولوجيا اللغوية
3. الأنثروبولوجيا الثقافية
4. علم الآثار

أثّر البحث في هذه المجالات في علماء الأنثروبولوجيا العاملين في بلدان أخرى بدرجات مختلفة. 

## الأنثروبولوجيا الحيوية
يتمحور النقاش في ما بتعلق بالثقافة بين علماء الأنثروبولوجيا الحيوية حول موضوعين. الأول: هل الثقافة متفردة بالبشر أم تشترك فيها بقية الأنواع (ولاسيما الرئيسيات الأخرى)؟ هذا السؤال مهم جدًا، إذ تنص نظرية التطور على أن البشر ينحدرون من الرئيسيات غير البشرية (المنقرضين حاليًا). والثاني: كيف تطورت الثقافة بين البشر؟
لاحظ جيرالد فايس أنه رغم كون تعريف تايلور التقليدي للثقافة مقتصرًا على البشر، فقد اعتبره العديد من علماء الأنثروبولوجيا أمرًا مسلمًا به ومن ثم أسقطوا هذا المعيار الهام من التعاريف اللاحقة، واكتفوا بمساواة الثقافة مع أي سلوك مكتسب. يُعد هذا الانزلاق مشكلة، إذ إنه خلال السنوات التكوينية لعلم دراسة الرئيسيات الحديث، جرى تدريب بعض علمائه في الأنثروبولوجيا (وفهموا أن الثقافة تشير إلى السلوك المكتسب لدى البشر)، ولم يُدرب بعضهم الآخر. لذلك جادل بعض من العلماء البارزين خارج مجال الأنثروبولوجيا مثل روبرت يركس وجين جودل بأن الشمبانزي يمتلك ثقافة ما دام قد تعلم السلوكيات. في يومنا هذا، ينقسم علماء الرئيسيات الأنثروبولوجيون إلى فريقين، فيجادل بعضهم بأن الرئيسيات غير البشرية تمتلك ثقافة، في حين يعارض بعضهم الآخر هذه الفكرة.
يُعد هذا النقاش العلمي معقدًا لأسباب أخلاقية. إذ إن موضوع علم الرئيسيات هو الرئيسيات غير البشرية، ومهما كانت الثقافة التي تملكها هذه الرئيسيات، فهي مهددة بالنشاط البشري. بعد مراجعة البحث الذي أُجري حول ثقافة الرئيسيات، توصل ويليام كليمنت مكغرو إلى الآتي: «يتطلب النظام مواضيع، ومعظم أنواع الرئيسيات غير البشرية مهددة بأقاربها البشريين. في نهاية المطاف، مهما كانت كفاءتهم، يجب أن يُكرَّس علم الرئيسيات الثقافي للبقاء الثقافي (أي بقاء ثقافات الرئيسيات)».
يقترح مكغرو تعريفًا مفيدًا علميًا للثقافة من وجهة نظره لدراسة ثقافة الرئيسيات. ويشير إلى أن العلماء لا يستطيعون الوصول إلى الأفكار الذاتية للرئيسيات غير البشرية ومعارفها. ومن ثم إذا عرفنا الثقافة من ناحية المعرفة، فإن محاولات العلماء لدراسة ثقافة الرئيسيات محدودة بشدة. بدلًا من تعريف الثقافة على أنها نوع من المعرفة، يقترح مكغرو النظر إلى الثقافة على أنها عملية. ويعدّد ست خطوات في هذه العملية:
1. اختراع نمط جديد من السلوك، أو تعديل نمط موجود سابقًا.
2. ينقل المخترع هذا النمط إلى فرد آخر.
3. شكل النمط متوافق لدى القائمين به وبينهم، وربما حتى من ناحية السمات الأسلوبية القابلة للتمييز.
4. يحتفظ الفرد الذي يكتسب النمط بالقدرة على أدائه لمدة طويلة بعد اكتسابه.
5. ينتشر النمط عبر الوحدات الاجتماعية في مجموعة سكانية. قد تكون هذه الوحدات الاجتماعية عائلات، أو عشائر، أو تجمعات، أو فِرق.
6. يستمر هذا النمط عبر الأجيال.

يعترف مكغرو بأن هذه المعايير الستة قد تكون صارمة، بالنظر إلى الصعوبات في ملاحظة سلوك الرئيسيات في البرية. ولكنه يصر على الحاجة إلى الشمول قدر الإمكان، والحاجة إلى تعريف للثقافة «يلقي بشباكه على أوسع مدى»:
تُعد الثقافة سلوكًا خاصًا بالمجموعة يُكتسب، جزئيًا على الأقل، من التأثيرات الاجتماعية. هاهنا، تُعد المجموعةُ الوحدةَ النموذجية للأنواع، سواء كانت تجمعات، أو سلالات، أو مجموعات فرعية، أو ما إلى ذلك. يأتي الدليل الظاهر على الثقافة من داخل الأنواع من تنوع السلوك عبر المجموعات، كما هو الحال حين يكون نمط ما ثابتًا في مجتمع من الشمبانزي وغائبًا في مجتمع آخر، أو حين تؤدي المجتمعات المختلفة نسخًا مختلفة من النمط نفسه. يكون اقتراح الثقافة العملية أقوى حين لا يمكن تفسير الاختلاف بين المجموعات بالعوامل البيئية فقط.
كما أشار فريدريك غويغيلين، إذا حصرنا «الثقافة» في «السلوك المكتسب»، فكل الحيوانات تمتلك ثقافة. يتفق جميع الخبراء بالتأكيد على أن كل أنواع الرئيسيات تثبت وجود مهارات معرفية مشتركة: معرفة عمر الأشياء، ومعرفة الأماكن، والقدرة على تصنيف الأشياء، وحل المشكلات بطريقة مبتكرة. علاوة على ذلك، تظهر كل أنواع الرئيسيات دليلًا على وجود مهارات اجتماعية مشتركة: إنها تميز الأفراد المنتمين إلى مجموعتها الاجتماعية، وتكوّن علاقات مباشرة بالاعتماد على درجة القرابة والرتبة، وتميز علاقات الطرف الثالث الاجتماعية، وتتنبأ بالسلوك المستقبلي، وتتعاون في حل المشكلات.
مع ذلك، ينطبق مصطلح «الثقافة» على الحيوانات غير البشرية فقط إن عرّفنا الثقافة بأنها أي سلوك مكتسب أو جميع السلوكيات المكتسبة. في الأنثروبولوجيا المادية السائدة، يميل العلماء إلى الاعتقاد بوجود حاجة إلى تعريف أضيق للثقافة. يهتم هؤلاء الباحثون بكيفية تطور البشر ليصبحوا مختلفين عن الأنواع الأخرى. سيسمح التعريف الأدق للثقافة، الذي يستبعد السلوك الاجتماعي غير البشري، لعلماء الأنثروبولوجيا المادية بدراسة كيفية تطوير البشر استيعابَهم الفريد «للثقافة».
يُعد الشمبانزي (بنوعيه، الشائع والبونوبو) أقرب الأقارب الحية للإنسان العاقل، وينحدر كلاهما من سلف مشترك عاش منذ سبعة ملايين عام تقريبًا. كان التطور البشري سريعًا إذ ظهر الإنسان الحديث منذ 340,000 عام تقريبًا. خلال هذه المدة، طور البشر ثلاث سمات مميزة:
اختراع الرموز التقليدية واستخدامها، ومنها الرموز اللغوية ومشتقاتها، مثل اللغة المكتوبة والرموز الرياضية والعلامات.
اختراع الأدوات المعقدة والتقنيات المفيدة الأخرى واستخدامها.
إنشاء التنظيمات والمؤسسات الاجتماعية المعقدة والمشاركة فيها.
وفقًا لعالم النفس التنموي مايكل توماسيلو، «إن منشأ هذه الممارسات السلوكية المعقدة والفريدة للنوع، والمهارات المعرفية التي تكمن وراءها» يشكل سؤالًا جوهريًا في الأنثروبولوجيا. بالنظر إلى أن الإنسان المعاصر والشمبانزي يختلفان اختلافًا كبيرًا عن الخيول والحُمُر الوحشية، أو الجرذان والفئران، وأن تطور هذا الاختلاف الكبير حدث في مدة زمنية قصيرة كهذه، «يجب أن نبحث عن بعض الاختلافات الصغيرة التي أدت إلى اختلاف كبير، أي بعض التكيف أو مجموعة صغيرة من التكيفات، التي غيرت عملية التطور المعرفي لدى الرئيسيات بطرق جوهرية». وفقًا لتوماسيلو، فإن الإجابة على هذا السؤال يجب أن تشكل أساس التعريف العلمي لـ«الثقافة البشرية».
في مراجعة حديثة للبحث الرئيسي حول استخدام البشر والرئيسيات الأدوات والتواصل واستراتيجيات التعلم، يجادل توماسيلو بأن التطورات الأساسية للبشر دون بقية الرئيسيات (اللغة، والتقنيات المعقدة، والتنظيمات الاجتماعية المعقدة) جاءت كلها نتيجة لتجمع الموارد المعرفية البشرية. يُسمى هذا الأمر «تأثير السقّاطة»: «تنتشر الابتكارات وتتشاركها مجموعة ما، ويتقنها الصغار، ما يمكنهم من البقاء في شكلهم الجديد المحسّن ضمن المجموعة حتى يأتي شيء أفضل». النقطة الأساسية هي أن الأطفال يولدون جيدين في نوع معين من التعلم الاجتماعي، ويخلق هذا الأمر بيئة مناسبة للابتكارات الاجتماعية، ما يزيد احتمالات الحفاظ عليها ونقلها إلى الأجيال الجديدة أكثر من الابتكارات الفردية. بالنسبة إلى توماسيلو، يعتمد التعلم الاجتماعي البشري، أي نوع التعلم الذي يميز البشر عن الرئيسيات الأخرى والذي لعب دورًا حاسمًا في التطور البشري، على عنصرين اثنين: الأول هو ما يطلق عليه «التعلم بالمحاكاة» (عكس «التعلم بالتقليد» الذي يميز بقية الرئيسيات)، والثاني هو حقيقة أن كل البشر يعبّرون عن تجاربهم بشكل رمزي (بدلًا من الشكل الأيقوني، الذي يميز بقية الرئيسيات). معًا، يمكّن هذان العنصران البشر من الابتكار والحفاظ على الابتكارات المفيدة. هذا المزيج هو ما يشكل تأثير السقّاطة.